# Château de Herstmonceux
Le château de Herstmonceux est un château anglais situé à 3 km au sud-est du village du même nom, dans le Sussex de l'Est. De 1957 à 1988, son terrain abritait l'Observatoire royal de Greenwich. Il est aujourd'hui utilisé par le Bader International Study Centre de l'Université Queen's, au Canada.

## Ses caractéristiques
Le château de Herstmonceux est l'un des plus vieux édifices en brique et d'une importance considérable à être encore debout en Angleterre.
La brique était un matériau relativement peu habituel à cette époque en Grande-Bretagne. Les constructeurs du château se sont davantage concentrés sur la splendeur et le confort que sur l'aspect défensif afin de produire un domaine vraiment majestueux.
Le château de Herstmonceux est le lieu où se déroulent bon nombre d'événements au cours de l'année, comme le Festival Médiéval d'Angleterre (England's Medieval Festival) pendant le week-end férié du mois d'août.

## Histoire

### Son Histoire ancienne
La première preuve écrite prouvant qu'Herst était un lieu habité apparaît dans le Domesday Book (Livre du Jugement Dernier) de Guillaume le Conquérant qui rapporte que l'un des plus proches admirateurs de Guillaume permit à un homme nommé "Wilbert" de louer le manoir d'Herst. À la fin XIIe siècle, la famille y résidant avait acquis un statut considérable. Des rapports écrits mentionnent le nom d'une dame appelée « Idonea de Herst » qui épousa un aristocrate normand nommé « Ingelram de Monceux ». C'est environ à cette époque là que le manoir commença à être connu sous le nom de "Le Herst de Monceux", un nom qui devint finalement Herstmonceux.
Par la suite, un descendant de la famille Monceux, Roger Fiennes (en) prit en charge la construction du Château de Herstmonceux dans le comté du Sussex. Sir Roger fut nommé Trésorier de la Garde Royale du roi Henri VI d'Angleterre et eut besoin d'une maison digne d'un homme de son rang, la construction du château sur le site du vieux manoir commença donc en 1441. Ce fut sa position de trésorier qui lui permit d'avoir les moyens de dépenser les 3 800 livres que lui couta la construction du château à l'origine. Finalement, la structure de ce dernier n'est pas une structure défensive mais il s'agit d'une résidence aux allures de palais, imitant de manière peu adroite le style traditionnel d'un château.
En 1541, Sir Thomas Fiennes, Lord Dacre fut jugé pour le meurtre et le vol du daim appartenant au roi après avoir chassé illégalement mais avec succès dans un domaine avoisinant, acte qui eut pour conséquence la mort d'un garde-chasse. Il fut reconnu coupable et on le pendit tel un roturier et le domaine d'Herstmonceux fut temporairement confisqué par Henri VIII d'Angleterre. Mais, il fut restitué à la famille Fiennes sous le règne de l'un des enfants d'Henri VIII.
Le libertinage du 15e Baron Dacre, héritier de la famille Fiennes, le força à vendre le domaine en 1708 à George Naylor, alors avocat au Lincoln's Inn à Londres. Le petit-fils de Naylor suivit les conseils de l'architecte Samuel Wyatt et réduisit le château en une ruine pittoresque en démolissant l'intérieur.
Thomas Lennard, 16e Baron Dacre, fut suffisamment préoccupé par l'état de ce bâtiment pour charger James Lamberts of Lewes de l'enregistrer aux archives. Le château fut démantelé en 1777 et seuls les murs extérieurs restèrent debout. Il demeura en ruine jusqu'au début du XXe siècle.

### Sa restauration auXXesiècle
Un travail de restauration radicale fut entrepris par le Colonel Lowther en 1913 pour transformer en résidence le bâtiment en ruine. Il fut terminé pour Sir Paul Latham (en) en 1933 par l'architecte Walter Godfrey (en).
Les intérieurs actuels datent essentiellement de cette période, incluant des meubles anciens venant d'Angleterre et de France. Le changement majeur dans les plans fut la fusion des quatre cours intérieures pour n'en former plus qu'une seule. Le travail de restauration, considéré comme la plus belle réalisation architecturale de Godfrey, fut décrit par le critique Nikolaus Pevsner (historien de l'art) comme réalisé de manière "exemplaire". 

## L'Observatoire Royal de Greenwich
La propriété passa entre les mains de divers propriétaires privés jusqu'à ce qu'elle soit vendue à l'Amirauté en 1946. En 1957, les parcs du Château de Herstmonceux devinrent la base de l'Observatoire royal de Greenwich et le restèrent jusqu'en 1988, date à laquelle l'Observatoire déménagea à Cambridge. Plusieurs télescopes y sont encore mais le plus grand, le Télescope Isaac Newton de 2,54 m fut transporté à La Palma, dans les Îles Canaries dans les années 1970. Le domaine abrite encore les « Equatorial Telescope Buildings » qui ont été transformés en un centre scientifique interactif pour les écoliers. Le dôme vide pour le Télescope Newton demeure sur ce site et est un point de repère connu que l'on peut apercevoir de loin.

## Le centre d'étude universitaire
En 1992, Alfred Bader (en), ancien étudiant à l’université Queen's, apprenant que le château n'avait pas de propriétaire décida dans un premier temps de l'acheter pour l'offrir à sa femme mais cette dernière refusa, ajoutant pour plaisanter qu'il y aurait "trop de pièces à nettoyer". Plus tard, Bader, contacta David Chadwick Smith (en), celui qui occupait alors le poste de chancelier de l'Université Queen's, lui demandant si un château pouvait avoir sa place dans les projets de l'école, en devenant éventuellement un centre d'étude international.
En 1994, à la suite d'intensives rénovations, le centre appelé le « Queen's International Study Centre » ouvrit ses portes. Il accueillait essentiellement des étudiants en licence d'art ou commerce travaillant un programme spécifique intitulé le « Canadian University Study Abroad Program » (CUSAP) ainsi que des étudiants licenciés étudiant le Droit International public ou le Droit du Commerce International. Fin janvier 2009, le Centre d'Étude International fut rebaptisé le Centre d'Étude International Bader.

## Galerie

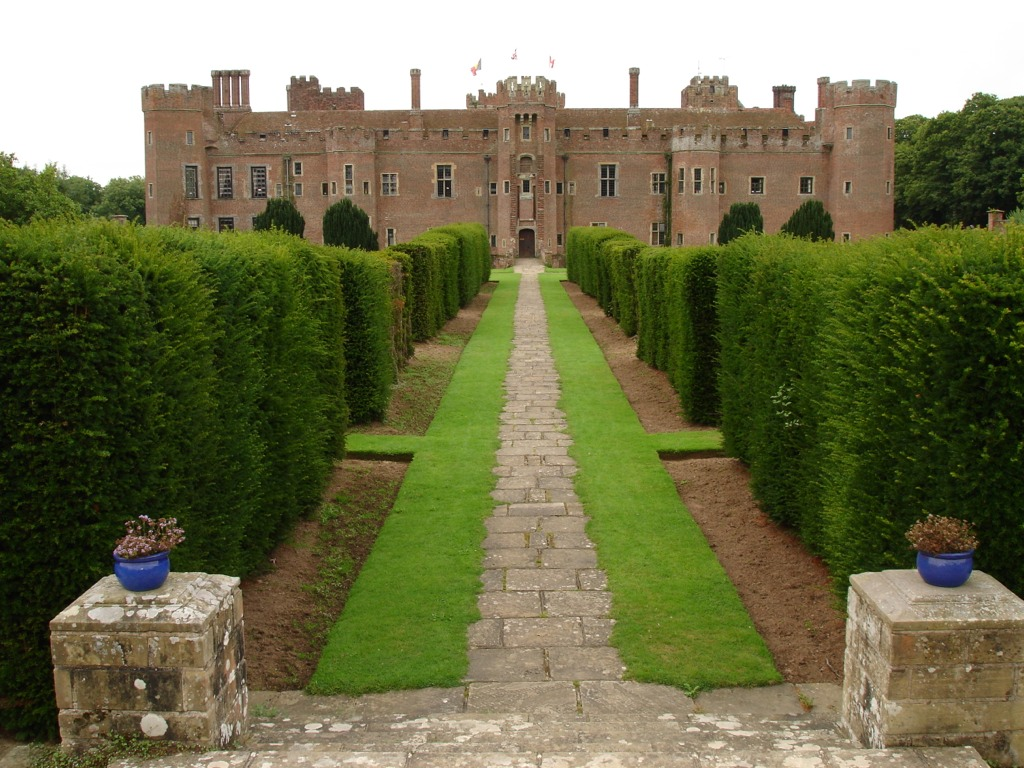
Façade nord
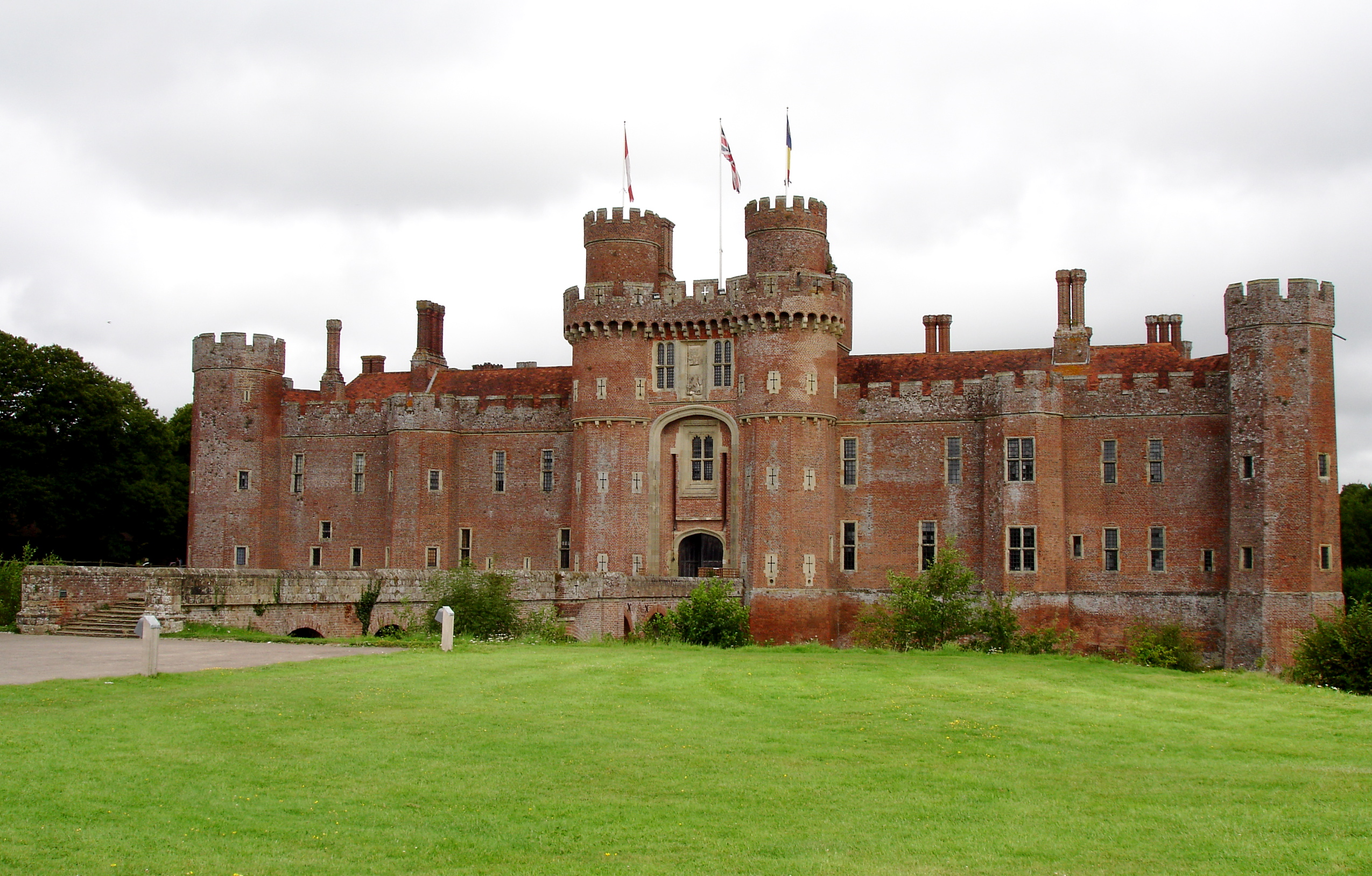
Façade sud

## Sources
- (en) Cet article est partiellement ou en totalité issu de l’article de Wikipédia en anglais intitulé « Herstmonceux Castle » (voir la liste des auteurs).